# Belbèze-de-Lauragais
Belbèze-de-Lauragais (okzitanisch: Bèlvéser de Lauragués) ist eine französische Gemeinde mit 127 Einwohnern (Stand: 1. Januar 2022) im Département Haute-Garonne in der Region Okzitanien (vor 2016 Midi-Pyrénées). Sie gehört zum Arrondissement Toulouse und zum Kanton Escalquens. Die Einwohner werden Belbézois genannt.

## Geographie
Belbèze-de-Lauragais liegt etwa 20 Kilometer südsüdöstlich von Toulouse in der Landschaft Lauragais. Umgeben wird Belbèze-de-Lauragais von den Nachbargemeinden Montgiscard im Norden und Osten, Saint-Léon im Süden sowie Pouze im Westen.

## Bevölkerungsentwicklung
| Jahr                       | 1962 | 1968 | 1975 | 1982 | 1990 | 1999 | 2006 | 2014 | 2020 |
| Einwohner                  | 72   | 47   | 40   | 59   | 60   | 101  | 91   | 111  | 129  |
| Quellen: Cassini und INSEE |      |      |      |      |      |      |      |      |      |

## Sehenswürdigkeiten
- Kirche Saint-André
- Wasserturm auf dem höchsten Punkt der Gemeinde

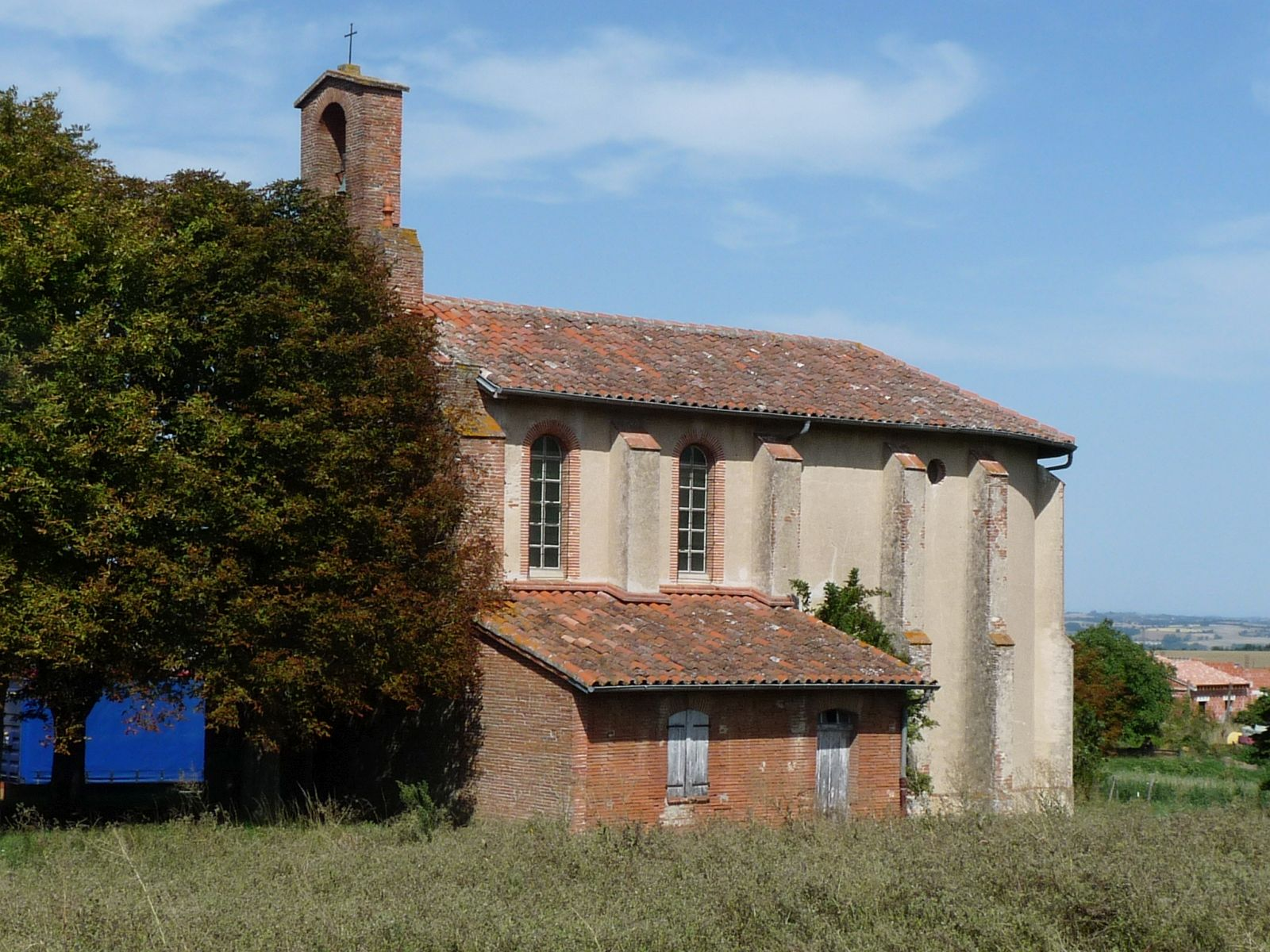
Kirche Saint-André
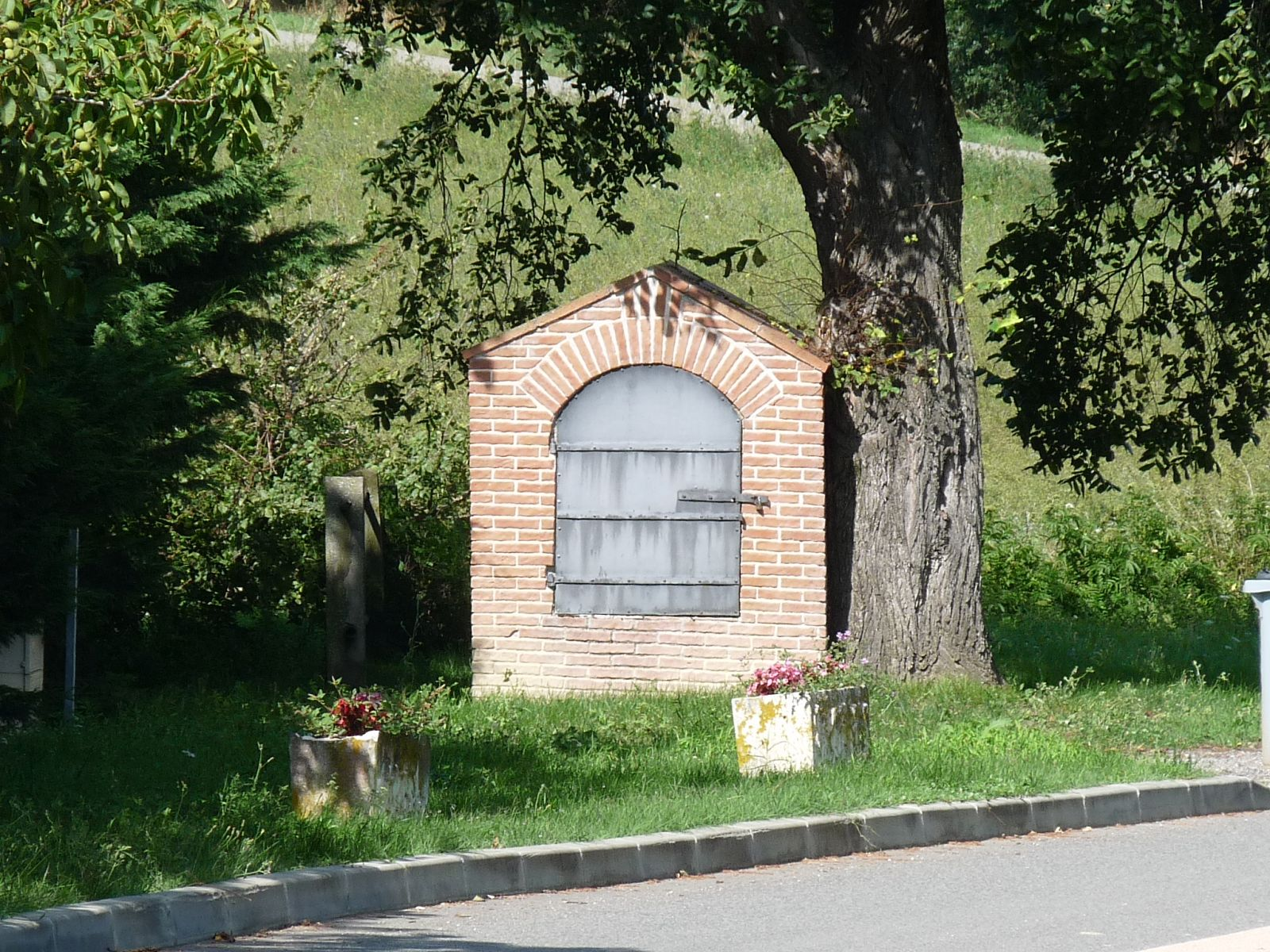
Brunnenhaus